# Niko and...
niko and ...（ニコアンド）は、アダストリアが展開する日本のファッションブランド。
80坪までの標準型店舗「niko and ...」と、100坪以上で文房具やキッチン製品、インテリアなども含めて扱うライフスタイル提案型の大型店舗「niko and SLOWlife」の2タイプで日本全国に店舗を展開している。
ブランド名は「nobody i know own style」の頭文字を取ったもので、「わたし以上にわたしのことを知っている人はいない。つまり、わたしのことはわたしが一番知っている」という意味が込められている。
旧社名のドロップ時代、郊外に住む30歳代以降の既婚夫婦を顧客層に想定し、服とこれに嗜好を合わせた雑貨を販売する業態のブランドとして立ち上げられた。2007年10月につくばに1号店を開店、その後福岡市、福山市と店舗を広げ、2008年末には全国10店の体制となった。2010年には家具など大型雑貨も含めて扱う「niko and SLOWlife」も開店した。
立ち上げから5周年となる2012年には香港に「niko and SLOWlife」を開店し海外進出を実現、国内では広末涼子を起用したテレビCMを展開した。部屋で普段着で過ごす広末と雪山の大自然を対置した内容のCMは関心を呼び、2013年2月期は売上高が前年比55%増の128億円となった。